# 香港毛兰
香港毛兰（学名：Eria gagnepainii），为兰科毛兰属下的一个植物种。